# Prague 7
Prague 7, officiellement district municipal de Prague (Městská čast Praha 7), est une municipalité de second rang à Prague, en République tchèque. Le district administratif (správní obvod) du même nom comprend les arrondissements municipaux de Prague 7 et de Holešovice, Bubny, Bubeneč, Troja et une petite partie de Libeň